# 长梗星粟草
长梗星粟草（学名：Glinus oppositifolius）为番杏科星粟草属下的一个种。